# Гордино (Удмуртия)
Гордино (удм. Гуръякар, тат. Үрьякала) — деревня в Балезинском районе Удмуртии. Входит в состав Кестымского сельского поселения.

## География
Деревня находится около берега реки Чепца, на расстоянии 18 км к северу от посёлка Балезино, административного центра района.

### Часовой пояс
Деревня Гордино, как и вся Удмуртия, находится в часовой зоне МСК+1. Смещение применяемого времени относительно UTC составляет +4:00.

## История
Впервые упоминается как займище на Гординском городище по переписи 1615 года.

## Население
| 2010 | 2012 | 2014 |
| ---- | ---- | ---- |
| 109  | ↗112 | ↗117 |

## Улицы
- ул. Колхозная,
- пер. Колхозный,
- ул. Центральная.

## Археология
В деревне найден могильный камень с булгарской эпитафией 1323 года — самый ранний письменный памятник на территории Удмуртии. Появление плиты связывают с торговой факторией булгарских купцов, обеспечивавшей товарами местных жителей, обитавших на Гординском I (Гурьякар) городище и Гординском II селище. Оба археологических памятника относят к IХ-ХIII векам.